# Щуцкий, Борис Иосифович

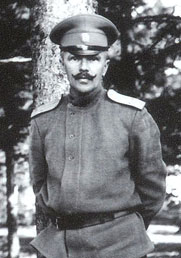
Борис Иосифович Щуцкой в годы Первой мировой войны.

Бори́с Ио́сифович Щуцко́й (Щу́цкий) (1870—1964) — русский офицер Генерального штаба, генерал-майор (1915), герой Первой мировой войны. Военный деятель Украинской державы (1918), участник Белого движения (1919—1920); белоэмигрант, писатель.

## Биография
Из дворян Херсонской губернии, уроженец той же губернии. Православного вероисповедания.
Воспитывался и получил общее образования в Нижегородском кадетском корпусе, затем в августе 1887 года вступил в военную службу юнкером 2-го военного Константиновского училища, по окончании которого в августе 1889 года был произведен в подпоручики и выпущен в 12-ю артиллерийскую бригаду. В декабре 1892 года произведен в поручики, в июле 1896 года — в штабс-капитаны.
В 1896 году, выдержав успешно экзамены, штабс-капитан Плакса был зачислен слушателем в младший класс Николаевской академии Генерального штаба. В феврале 1899 года состоящий при академии штабс-капитан Плакса был переведен в 29-ю артиллерийскую бригаду, с оставлением при той же академии.
В июне 1899 года, после окончания двух классов Николаевской академии Генерального штаба по 1-му разряду и дополнительного курса той же академии с оценкой «успешно», был произведен в капитаны, причислен к Генеральному штабу и назначен состоять при штабе Виленского военного округа.
В ноябре 1901 года причисленный к Генеральному штабу капитан Плакса был переведен в Генеральный штаб, с назначением на должность старшего адъютанта штаба 43-й пехотной дивизии (в Вильне). Одновременно с 30.10.1901 по 30.10.1902, в прикомандировании к 170-му пехотному Молодечненскому полку той же дивизии, проходил цензовое командование ротой.
В марте 1903 года был назначен помощником старшего адъютанта штаба Виленского военного округа, в августе того же года — исправляющим должность штаб-офицера для поручений при том же штабе. В декабре 1903 года произведен в Генерального штаба подполковники, с утверждением в занимаемой должности. В марте 1904 года назначен старшим адъютантом штаба Виленского военного округа.
С октября 1904 года Генерального штаба подполковник Плакса — участник Русско-японской войны в должности правителя канцелярии Управления начальника военных сообщений 2-й Манчжурской армии. 03.12.1905 отчислен от занимаемой должности, до 01.05.1906 состоял в запасе Генерального штаба.
В мае 1906 года был назначен помощником делопроизводителя Управления генерал-квартирмейстера Генерального штаба, а в сентябре 1907 года — делопроизводителем того же Управления. В декабре 1907 года, за отличие по службе, произведен в Генерального штаба полковники.
В 1908 году официально изменил свою фамилию Пла́кса на Щуцко́й.
С 12.05.1909 по 11.09.1909, в прикомандировании к 52-му пехотному Виленскому полку, проходил цензовое командование батальоном.
В феврале 1913 года полковник Щуцкой был назначен командиром 42-го Сибирского стрелкового полка, сформированного в Томске. На январь 1914 года — был женат вторым браком на девице Елене Константиновне Залесской, православного вероисповедания.

### Первая мировая война
С осени 1914 года Щуцкой — участник Первой мировой войны на Северо-Западном фронте, во главе своего полка. В бою 22.10.1914 был контужен (остался в строю).
В феврале 1915 года был назначен исправляющим должность начальника этапно-хозяйственного отдела штаба 1-й армии, в марте того же года, за отличия в делах против неприятеля, произведен в генерал-майоры, с утверждением в занимаемой должности.
В ноябре 1916 года генерал-майор Щуцкой был назначен командующим 3-й Кавказской стрелковой дивизией; в апреле 1917 года — отчислен от занимаемой должности за болезнью, с назначением в резерв чинов при штабе Одесского военного округа.

### Гражданская война
После Октябрьской революции, в 1918 году, Щуцкой (Щуцкий) служил в войсках Украинской державы. С 14 ноября по 14 декабря 1918 года, в период антигетманского восстания, он — военный министр Правительства Украинской державы в чине (с 23.11.1918) генерального значкового, соответствовавшему чину генерал-лейтенанта.
В 1919–1920 годах — участник Белого движения; был в резерве чинов при штабах Вооружённых сил Юга России и Крымской армии барона Врангеля.
В 1920 году эмигрировал в Сербию, затем в Эстонию, работал у русского издателя в Таллине. Позже перебрался во Францию. Работал на заводе, работал гарсоном (посыльным) в торговых центрах в Бордо.
Скончался 9 апреля 1964 года в Бордо, похоронен на местном кладбище.

## Сочинения
Борис Иосифович Щуцкой — автор нескольких книг на военную тематику и нескольких сборников рассказов, изданных в 1930-х годах, в том числе:
- «Рок» (рассказ) (Таллин, 1934),
- «Бой» (рассказ) (Бордо, 1937),
- «Суд» (роман) (Бордо, 1937),
- «Быль» (в двух частях) (Бордо, 1938).

## Награды
- Орден Святого Станислава 3-й степени (ВП 31.01.1896)
- Медаль «В память царствования императора Александра III» (1896)
- Орден Святой Анны 3-й степени (ВП 06.12.1903)
- Орден Святого Станислава 2-й степени (17.01.1905; утв. ВП 11.05.1906), — за отлично-усердную службу и труды, понесенные во время военных действий
- Медаль «В память русско-японской войны» (1906)
- Орден Святой Анны 2-й степени с мечами (18.08.1905; утв. ВП 07.01.1907, страница 4), — за боевые отличия
  - мечи и бант к имеющемуся ордену Святого Станислава 3-й степени (21.11.1905; утв. ВП 07.01.1907, страница 16), — за боевые отличия
- Орден Святого Владимира 4-й степени (28.10.1905; утв. ВП 07.02.1907), — за отлично-усердную службу и труды, понесенные во время военных действий
- Медаль «В память 100-летия Отечественной войны 1812 года» (1912)
- Медаль «В память 300-летия царствования Дома Романовых» (1913)
- Орден Святого Владимира 3-й степени (ВП 06.12.1910)
  - мечи к имеющемуся ордену Святого Владимира 3-й степени (ВП 27.04.1915), — за отличия в делах против неприятеля
  - мечи и бант к имеющемуся ордену Святого Владимира 4-й степени (ВП 23.07.1915), — за отличия в делах против неприятеля
- Орден Святого Станислава 1-й степени с мечами (ВП 10.10.1915), — за отличия в делах против неприятеля
- Георгиевское оружие (утв. ВП 07.11.1915), — …за то, что командуя названным [42-м Сибирским стрелковым] полком, составлявшим 22-го октября 1914 года авангард левой колонны при наступлении наших частей на гор. Млаву, лично руководил действиями авангарда, являя доблестный пример неустрашимости, присутствия духи и самоотверженности. Верно оценив огромное тактическое значение д. Вышинен, по личной инициативе овладел этой деревней, находившейся впереди сторожевого охранения его авангарда, и высотой у этой деревни и затем в течение целого дня 22-го октября 1914 года удерживался на занятой позиции, подавая личный пример мужества и отбивая штыковые атаки превосходных сил противника. Таким образом, важный пункт д. Вышинен, имевший первенствующее положение для дальнейших операций по занятию гор. Млавы, был сохранён за нами, а отбитый и потрясённый этим боем противник отступил, не оказав 23-го октября сопротивления у гор. Млавы. Будучи контужен в голову, остался в строю и продолжал руководить боем.[26]
- Орден Святой Анны 1-й степени (ВП 09.02.1916), — за отлично-усердную службу и труды, понесенные во время военных действий
- Орден Святого Георгия 4-й степени (04.02.1916; утв. ВП 27.09.1916), — …за то, что, состоя командиром 42-го Сибирского стрелкового полка, в бою 22-го и 23-го ноября 1914 года, под гор. Праснышем, имея под командой 12 рот и 3 лёгкие батареи и будучи в состоянии почти полного окружения, отбил в продолжении двух дней более 20-ти яростных атак неприятеля, не сдал укреплённый обороняемый им пункт и, лишь по приказанию начальства, отошёл единственным путём, доступным только ночью.[27]